# بروس غرير
بروس غرير (بالإنجليزية: Bruce Greer)‏ هو ملحن أمريكي، ولد في 2 أكتوبر 1961.

## وصلات خارجية
- الموقع الرسمي
- بروس غرير على موقع ميوزك برينز (الإنجليزية)